# Харенка (Нижегородская область)
Харенка  — упразднённая в 1932 году деревня Гидроторфского поссовета в Балахнинском районе Нижегородской области России. Включена в черту посёлка городского типа Гидроторф, ныне улица Харенка

## География
Находился в западной части Нижегородчины, в зоне хвойно-широколиственных лесов, вблизи реки Железница.

### Климат
Климат характеризуется как умеренно континентальный, с относительно коротким умеренно тёплым летом и холодной продолжительной зимой. Среднегодовая температура — 3,6 °C. Средняя температура воздуха самого тёплого месяца (июля) — 12 °C (абсолютный максимум — 36 °C); самого холодного (января) — −19 °C (абсолютный минимум — −44 °C). Среднегодовое количество атмосферных осадков составляет около 546 мм. Устойчивый снежный покров устанавливается, как правило, в ноябре и держится около 150—160 дней.

## История
До 1924 года деревни Сергеевка, Горшиха, Федотиха значились в Кубенцевской волости Городецкого уезда. С 1924 года они перешли в состав Кубенцевского сельсовета Балахнинского рабочего района (с 1929 года — Балахнинского района). Население деревень Сергеевки, Федотихи и Горшихи значительно увеличилось со времён строительства Горьковской ГЭС (г. Заволжье).
1 февраля 1932 года ВЦИК постановил: преобразовать в рабочий посёлок населённые пункты Нижегородского края…посёлки треста Гидроторф № 1 и 2 с включением в его черту селений Сергеевки, Горшихи, Харенки и Федотихи, Балахнинского района, и присвоением образуемому рабочему посёлку наименования «Гидроторф».

## Транспорт
Деревня стояла на пересечении местных дорог